# Acianthera foetens
Acianthera foetens é  uma espécie de orquídea (Orchidaceae) que existe em Minas Gerais, Brasil. Pertence à secção Sicaria, subseção Sicaria do gênero Acianthera, caracterizado plantas de crescimento cespitoso, com caules secundários, também chamados ramicaules, com a secção superior triangular, mais largos junto a folha que na base, inflorescênciasubséssil com poucas ou muitas flores, segmentos florais frequentemente espessos, ou levemente pubescentes ou papilosos, em um grupo composto por plantas mais fibrosas e resistentes, com ramicaule canaliculado, sem asas ou com asas estreitas, cuja folha não parece uma continuação do ramicaule, ou seja, a ligação entre os dois é clara. Esta espécie é similar à Acianthera aphthosa porém sem verso das folhas escuros, e com flores de sépalas laterais concrescidas em oposição a livres. Flores de cores pálidas. A. ophiantha é um sinônimo desta espécie.

## Publicação e sinônimos
- Acianthera foetens (Lindl.) Chiron & Van den Berg, Richardiana 12(2): 73 (2012).

Sinônimos homotípicos:
- Pleurothallis foetens Lindl., Edwards's Bot. Reg. 29(Misc.): 5 (1843).
- Humboltia foetens (Lindl.) Kuntze, Revis. Gen. Pl. 2: 667 (1891).

Sinônimos heterotípicos:
- Acianthera ophiantha (Cogn.) Pridgeon & M.W.Chase, Lindleyana 16: 245 (2001).
- Pleurothallis ophiantha Cogn. in C.F.P.von Martius & auct. suc. (eds.), Fl. Bras. 3(4): 522 (1896).
- Pleurothallis ophiocephala Barb.Rodr., Gen. Spec. Orchid. 2: 294 (1882), nom. illeg.